# Saint-Marcellin
Saint-Marcellin è un comune francese di 8 261 abitanti situato nel dipartimento dell'Isère della regione dell'Alvernia-Rodano-Alpi.

## Storia

### Simboli
Lo stemma comunale è in uso dal 1635.

## Società

### Evoluzione demografica
Abitanti censiti

## Amministrazione

### Gemellaggi
- Fiesso d'Artico, dal 2006